# Walk Me Home (canção de Pink)
"Walk Me Home" é uma canção da cantora norte-americana Pink, gravada para seu oitavo álbum de estúdio Hurts 2B Human (2019). Seu lançamento ocorreu em 20 de fevereiro de 2019 através da RCA Records.

## Antecedentes
A canção e o álbum foram anunciados na sua entrevista no programa The Ellen DeGeneres Show, exibido em 6 de fevereiro de 2019. Pink afirmou que a canção seria lançada em fevereiro e seu oitavo álbum de estúdio por volta de abril de 2019. A cantora cantou um trecho da canção na entrevista.

## Lista de faixas
Download digital e streaming
1. "Walk Me Home" – 2:58

Download digital e streaming - R3HAB Remix
1. "Walk Me Home" (R3HAB Remix) – 2:39

## Histórico de lançamento
| Região | Data de lançamento      | Formato(s)                  | Gravadora   |
| ------ | ----------------------- | --------------------------- | ----------- |
| Mundo  | 20 de fevereiro de 2019 | Download digital, streaming | RCA Records |